# Carlos Pardo
Carlos Pardo (Cidade do México, 15 de setembro de 1975 — Puebla, México, 14 de junho de 2009) foi um piloto mexicano de corridas automobilísticas que competia pela NASCAR Mexico Series, sendo o primeiro a vencer na estreia da categoria em 2004. 
Faleceu aos 33 anos após colidir seu carro durante uma prova da categoria na cidade de Puebla, na qual foi declarado vencedor póstumo. No mesmo dia, seu irmão Rubén Pardo Estevez também competia no autódromo, terminando em sexto lugar.